# Here Comes the Night (Barry Manilow)
Here Comes the Night è un album del cantautore statunitense Barry Manilow, pubblicato dall'etichetta discografica Arista nel 1982.
Il disco è prodotto dallo stesso interprete. Durante il periodo compreso tra l'anno in corso ed il seguente vengono pubblicati quattro singoli contenenti brani tratti dall'album.

## Tracce

### Lato A
1. I Wanna Do It with You
2. Here Comes the Night
3. Memory
4. Let's Get On with It
5. Some Girls

### Lato B
1. Some Kind of Friend
2. I'm Gonna Sit Right Down and Write Myself a Letter
3. Getting Over Losing You
4. Heart of Steel
5. Stay